# Uroballus
Uroballus (лат.) — род пауков-скакунов подсемейства Simaethinae.

## Распространение
Обитают в Юго-Восточной Азии.

## Описание
Мелкие пауки-скакуны, длина около 3 мм. Отличаются укрупнёнными передними ногами (остальные пары ног тонкие), очень длинными паутинными бородавками и широкой почти квадратной головогрудью. Брюшко овальное, удлинённое. Функция длинных паутинных бородавок остаётся неясной.

## Таксономия
Известно 6 видов. Uroballus сходен с близким родом Stertinius.. Другие близкие группы это Ligurra, Phyaces и Simaetha.
Род был впервые описан в 1902 году французским арахнологом Эжен Симоном (Eugène Simon; 1848—1924).
- Uroballus carlei Logunov & Obenauer, 2019 — Гонконг[2]
- Uroballus henicurus Simon, 1902 — Шри-Ланка
- Uroballus kinabalu Logunov, 2018 — Калимантан
- Uroballus koponeni Logunov, 2014 — Калимантан
- Uroballus octovittatus Simon, 1902 — Шри-Ланка
- Uroballus peckhami Zabka, 1985 — Вьетнам